# 少花狸藻
少花狸藻（学名：Utricularia exoleta），为狸藻科狸藻属下的一个植物种。